# Ісабела Петров
Ісабела Петров (ісп. Isabela Petrov; нар. 9 червня 1973) — колишня мексиканська тенісистка.
Найвищу одиночну позицію світового рейтингу — 359 місце досягла 14 червня 1993, парну — 259 місце — 22 лютого 1993 року.
Здобула 1 одиночний та 3 парні титули туру ITF.

## Фінали ITF
| Турніри $25,000 |
| Турніри $10,000 |

### Одиночний розряд: 3 (1–2)
| Результат | Ранг | Дата            | Турнір                     | Покриття | Суперниця        | Рахунок        |
| --------- | ---- | --------------- | -------------------------- | -------- | ---------------- | -------------- |
| Поразка   | 1.   | 28 квітня 1991  | ITF Вільяермоса, Мексика   | Тверде   | Шочітль Ескобедо | 5–7, 4–6       |
| Перемога  | 1.   | 14 березня 1993 | ITF Монтеррей, Мексика     | Ґрунт    | Сандра Де Сілва  | 7–5, 6–3       |
| Поразка   | 2.   | 13 жовтня 1997  | ITF Коацакоалькос, Мексика | Тверде   | Алена Пауленкова | 6–7(6), 6–7(3) |

### Парний розряд: 7 (3–4)
| Результат | Ранг | Дата           | Турнір                       | Покриття | Партнерка          | Суперниці                              | Рахунок          |
| --------- | ---- | -------------- | ---------------------------- | -------- | ------------------ | -------------------------------------- | ---------------- |
| Поразка   | 1.   | 22 квітня 1991 | ITF Вільяермоса, Мексика     | Тверде   | Olga Limon         | Ріта Пічардо Белькіс Родрігес          | 4–6, 7–5, 6–7(5) |
| Поразка   | 2.   | 19 травня 1991 | ITF Сан-Луїс-Потосі, Мексика | Тверде   | Шочітль Ескобедо   | Ріта Пічардо Белькіс Родрігес          | 4–6, 6–1, 3–6    |
| Перемога  | 1.   | 26 травня 1991 | ITF Агуаскальєнтес, Мексика  | Harf     | Шочітль Ескобедо   | Арансасу Гальярдо Клаудія Ернандес     | 6–3, 7–6(4)      |
| Поразка   | 3.   | 13 квітня 1992 | ITF Мехіко                   | Тверде   | Клаудія Чабалгойті | Лусіла Бесерра Шочітль Ескобедо        | 3–6, 2–6         |
| Перемога  | 2.   | 23 серпня 1992 | ITF Куернавака, Мексика      | Тверде   | Клаудія Чабалгойті | Естелле Ґеверс Лізель Губер            | 7–5, 5–7, 6–2    |
| Поразка   | 4.   | 19 жовтня 1992 | ITF Сан-Луїс-Потосі, Мексика | Тверде   | Джолен Ватанабе    | Магдалена Фейстель Катажина Теодорович | 6–4, 4–6, 4–6    |
| Перемога  | 3.   | 27 жовтня 1997 | ITF Кульякан, Мексика        | Тверде   | Лусіла Бесерра     | Paola Arrangoiz Аліна Жидкова          | 7–5, 6–0         |